# Roberto Bianciardi
Roberto Bianciardi (Siena, 2 settembre 1944) è un ex arbitro di calcio italiano.
Al termine della sua attività arbitrale ha svolto la funzione di medico sportivo al Napoli e al Torino.

## Carriera sportiva
Fu inserito nell'organico arbitrale della CAN per la Serie A e B tra il 1978 e il 1986.
La prima gara diretta in Serie B fu Rimini-Udinese del 24 giugno 1979 (terminata 1-3 per i friulani). L'esordio in Serie A avvenne il 24 maggio 1981, in Catanzaro-Inter (0-0).
Per permettergli di arbitrare, l'AIA autorizzò l'uso delle lenti a contatto per gli arbitri.
In totale ha diretto 31 partite nella massima serie e 64 in quella cadetta.
Al termine della carriera arbitrale venne inserito nei quadri dello staff medico delle nazionali per la FIGC e, in seguito, divenne medico sociale del Napoli, tra il 1989 e il 1991, e del Torino, dal 1991 al 1993.